# San Germano dei Berici
San Germano dei Berici (San Zerman in veneto) è un municipio del comune italiano di Val Liona, in provincia di Vicenza.
Fino al 16 febbraio 2017 ha costituito un comune autonomo.

## Geografia fisica
Il paese si trova nel comune di Val Liona, nel cuore dei Colli Berici.

## Storia
Nella zona paludosa della Val Liona e nella frazione di Villa del Ferro sono stati ritrovati resti di insediamenti palafitticoli oltre a materiale archeologico di epoca romana.
Le prime notizie storiche relative al paese si hanno a partire dal XIII secolo: risalgono infatti al 1265 i primi documenti che ricordano la chiesa parrocchiale benedettina, intitolata a san Germano vescovo di Capua, che dette poi il nome al comune. Nel 1266 il vescovo Bartolomeo da Breganze ricevette da un certo Manfredino figlio di Trintinacio da Orgiano la rinuncia ai propri diritti su parecchi beni nell'area di Orgiano e Sossano: tra questi, anche un castello, il castrum ville ferri, presso l'odierna frazione di Villa del Ferro.
Verso la metà del Trecento, durante la dominazione scaligera, il territorio di San Germano fu sottoposto, sotto l'aspetto amministrativo, al Vicariato civile di Orgiano e tale rimase sino alla fine del XVIII secolo.
Nel XVIII secolo il territorio di San Germano fu particolarmente soggetto al fenomeno del brigantaggio, tanto da divenire presidio dell'esercito austriaco per il mantenimento dell'ordine in tutta la zona della Val Liona.
Il 17 febbraio 2017 il comune di San Germano dei Berici è stato soppresso ed unito al comune di Grancona per costituire il neonato comune di Val Liona.

Stemma dell'ex comune

## Monumenti e luoghi d'interesse

### Architetture religiose
- Chiesa di San Germano, chiesa parrocchiale del capoluogo, è intitolata a Germano di Capua. Storicamente dipendente dalla pieve di Barbarano, la chiesa è già ricordata come parrocchia alla fine del XIII secolo.[7] L'edificio ha subito poi opere di ristrutturazione ed è stato interamente ricostruito nel corso del XVIII secolo. All'interno conserva una pala di Giovanni Battista Pittoni.[4]
- Chiesa di San Martino Vescovo, chiesa parrocchiale di Villa del Ferro, risale anch'essa al periodo medievale, ma è stata rifatta nel 1788.[4]
- Chiesa di Sant'Andrea, chiesa parrocchiale di Campolongo.
- Oratorio di San Lorenzo, detto "La Cesola", in località Carbonarola.[8]

### Architetture civili
- Villa Bollani-Brunello, risalente al XVIII secolo.[4]
- Villa Vajenti, complesso costituito da una grande barchessa a sette archi, costruita all'inizio del XVII secolo, dal corpo padronale cinquecentesco, che un lungo portico collega alla cappella di Sant'Antonio, costruita nel 1754 e attribuita a Francesco Muttoni.[8]
- Villa Dolfin, a Campolongo, risalente al XVII secolo.[4]
- Villa Custoza Lazzarini detta Ca' Priuli, a Villa del Ferro, risalente alla seconda metà del XVI secolo, opera di artista sconosciuto ma affine alla visione di Vincenzo Scamozzi.[8]
- Villa Giacometti, eretta nel XV secolo in stile tardo gotico a Villa del Ferro.[8]

### Architetture militari
- Torre Cantarella, risalente al secolo XVI.[4]

## Società

### Evoluzione demografica

Territorio dell'ex comune di San Germano dei Berici all'interno della provincia di Vicenza

Abitanti censiti

## Geografia antropica
Nel municipio si trovano anche le frazioni di Campolongo (42 m s.l.m., 100 abitanti) e Villa del Ferro (29 m s.l.m., 542 abitanti).
Altre località o contrade del municipio sono: Campagnola, Capitello Ronego, Carbonarola, Crosetta, Case Bruni, Case Segalin, Frassenara e Teonghio.

## Amministrazione
| Periodo | Periodo | Primo cittadino   | Partito        | Carica  | Note                                             |
| ------- | ------- | ----------------- | -------------- | ------- | ------------------------------------------------ |
| 1986    | 1992    | Giorgio Rabarin   | DC             | Sindaco |                                                  |
| 1992    | 1995    | Andrea Cantarella | DC             | Sindaco |                                                  |
| 1995    | 1998    | Andrea Cantarella | Centrosinistra | Sindaco |                                                  |
| 1998    | 2008    | Mirko Paccagnella | Centrosinistra | Sindaco |                                                  |
| 2008    | 2017    | Alberto Zanella   | Centrosinistra | Sindaco | Decaduto a seguito della soppressione del comune |

### Altre informazioni amministrative
La denominazione del comune fino al 1867 era San Germano.